# Голиков, Валерий Витальевич
Вале́рий Вита́льевич Го́ликов (р. 1951, Вологда) — российский тромбонист, солист Национального филармонического оркестра России, заслуженный артист Российской Федерации.

## Биография
Валерий Голиков получил музыкальное образование у профессоров Акима Козлова и Виктора Венгловского в Ленинградской консерватории, в которую поступил в 1971 году. Окончив консерваторию, он работал артистом оркестра Большого театра, затем Российского национального оркестра. В настоящее время Голиков — заместитель концертмейстера группы тромбонов Национального филармонического оркестра России.
На протяжении своей исполнительской карьеры Голиков играл также в ряде камерных ансамблей, состоящих из музыкантов оркестров, в которых он работал: квартете тромбонов и брасс-квинтете Большого театра, квартете тромбонов Российского национального оркестра и квартете тромбонов Национального филармонического оркестра России. Он также выступал в качестве солиста в сопровождении государственного духового оркестра. В 2006 году Валерию Голикову было присвоено почётное звание заслуженного артиста Российской Федерации.